# Footon-Servetto-Fuji

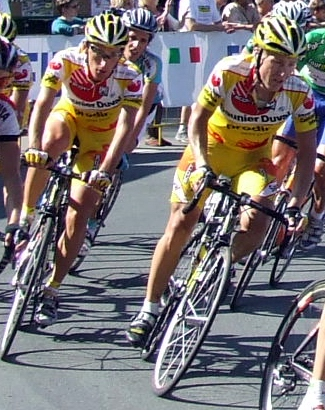
Cyklister ur stallet under Tour de Pologne 2006.

Footon-Servetto-Fuji, tidigare Saunier Duval, Scott-American Beef och Fuji-Servetto är ett spanskt/schweiziskt cykelstall som tillhör UCI ProTour. Laget startade 2004 och hade då bland annat klassiker-stjärnan Andrea Tafi i laguppställningen.
Inför säsongen 2006 kontrakterade laget italienaren Gilberto Simoni, en cyklist som har vunnit Giro d'Italia 2001 och 2003. Han slutade även tvåa i loppet 2005 och trea 1999, 2000 och 2004. 
En vecka innan Tour de France 2006 var skotten David Millars dopningsavstängning slut och Saunier Duval kontrakterade cyklisten och lät honom tävla. Inför säsongen 2008 blev det dock klart att Millar skulle tävla för Slipstream Chipotle presented by H30.
Stallet har haft succéer i bland annat Clásica de San Sebastián och i Baskien runt.
Mauro Gianetti äger stallet, medan Pietro Algeri, Matteo Algeri, Sabino Angoitia, Joxean Fernández och Stefano Zanini.

## Tour de France 2008
Under Tour de France 2008 testades stallets Riccardo Riccò positivt för EPO och italienaren sparkades. Stallet valde därför att lämna tävlingen. Senare blev det klart att även Leonardo Piepoli blivit sparkad eftersom han brutit mot stallets etiska regler. Den spanska tidningen El País berättade en dag senare att Piepoli hade erkänt EPO-dopning för stallets ledning. Innan dess hade Riccò vunnit två etapper på Tour de France 2008 och Leonardo Piepoli hade vunnit en etapp. Den 23 juli 2008 meddelar företaget Saunier Duval att de slutar sponsra laget med omedelbar verkan till följd av dopingavslöjandena. Men cykelföretaget Scott stannar kvar som sponsor och stallets nya namn blev Scott-American Beef, när även företaget American Beef gick in som sponsor. 
Den 7 augusti meddelade arrangören av det tredje stora etapploppet Vuelta a España att Scott-American Beef inte var välkomna på grund av dopningskandalen under Tour de France.  Flera tester under tävlingen blev omanalyserade i oktober 2008 och det upptäcktes att ytterligare tester från Riccardo Riccò innehöll CERA. Men två tester under tävlingen visade också att italienaren Leonardo Piepoli hade använt sig av dopningspreparatet.

## Fuji-Servetto
I november 2008 tog cykelföretaget Fuji och sovrumsdesignern Servetto över som huvudsponsorer för laget från Scott och American Beef. Fuji-Servetto blev namnet på stallet under säsongen 2009 Samtidigt kontrakterades också cyklisterna Andrea Tonti, Davide Viganò, Daniele Nardello och Ricardo Serrano till stallet.
Stallet blev inte inbjudna till Tour of California under säsongen 2009 på grund av de senaste årens dopningsskandaler med Iban Mayo, Leonardo Piepoli och Riccardo Riccò. Stallet blev inte heller inbjudna till Tour de France 2009. De blev i början inte heller inbjudna till Giro d'Italia 2009 eller Vuelta a España 2009, men stallet tog man saken vidare till den Idrottens skiljedomstol, CAS, och de gav stallet rätt att köra de två tävlingarna.
Under året 2009 blev stallets cyklist Ricardo Serrano sparkad från stallet efter att ha visat upp abnorma värden i sitt biologiska passet. Redan under Tour Down Under i januari blev William Walker tvungen att avbryta sin karriär för att han hade problem med hjärtat. Flera cyklister, bland annat Jesus Del Nero, Hector Gonzalez och Beñat Intxausti, hade skadeproblem under året. Andrea Tonti hade problem i början av säsongen med sina muskler medan Davide Viganò återhämtade sig från ett virus. David Cañada blev diagnotiserad med malignt melanom och tävlade inte under säsongen. Daniele Nardello beslutade sig för att avsluta sin karriär efter Gent-Wevelgem och Iván Domínguez valde att lämna stallet och återvända till Rock Racing. Paolo Bailetti, Fabrice Piemontesi och Robert Kiserlovski skrev på kontrakt med stallen under säsongen.

## Laguppställning

### Footon-Servetto-Fuji 2010
| Namn                      | Födelsedag | Nationalitet   | Stall 2009                  |
| José Alberto Benítez      | 14.11.1981 | Spanien        |                             |
| Matthias Brändle          | 07.12.1989 | Österrike      | Elk Haus                    |
| Eros Capecchi             | 13.06.1986 | Italien        |                             |
| Ermanno Capelli           | 09.05.1985 | Italien        |                             |
| Manuel Antonio Cardoso    | 07.04.1983 | Portugal       | Liberty Seguros Continental |
| Félix Vidal Celis         | 21.08.1982 | Spanien        | Barbot-Siper                |
| Giampaolo Cheula          | 23.05.1979 | Italien        | Barloworld                  |
| Marco Corti               | 02.04.1986 | Italien        | Barloworld                  |
| Arkaitz Durán Aroca       | 18.05.1986 | Spanien        |                             |
| Markus Eibegger           | 16.10.1984 | Österrike      | Elk Haus                    |
| Thomas Patrick Faiers     | 19.05.1987 | Storbritannien | Neo-pro                     |
| Fabio Felline             | 19.05.1987 | Italien        | Neo-pro                     |
| Noe Gianetti              | 06.10.1989 | Schweiz        | Neo-pro                     |
| David Gutierrez Gutierrez | 02.04.1982 | Spanien        | Neo-pro                     |
| David Gutierrez Palacios  | 28.07.1987 | Spanien        | Neo-pro                     |
| Enrique Mata              | 15.06.1985 | Spanien        | Burgos Monumental           |
| Iban Mayoz                | 30.09.1981 | Spanien        | Xacobeo Galicia             |
| Pedro Merino              | 08.07.1987 | Spanien        | Neo-pro                     |
| Michele Merlo             | 07.08.1984 | Italien        | Barloworld                  |
| Martin Pedersen           | 15.04.1983 | Danmark        | Team Capinordic             |
| Aitor Pérez Arrieta       | 24.07.1977 | Spanien        | Contentpolis-Ampo           |
| Rafael Valls Ferri        | 25.06.1987 | Spanien        | Burgos Monumental           |
| David Vitoria             | 15.10.1984 | Schweiz        | Rock Racing                 |
| Johnnie Walker            | 17.03.1987 | Australien     | Trek-Marco Polo             |

### Fuji-Servetto 2009
| Namn                           | Födelsedag | Nationalitet | lag 2008                                        |
| José Alberto Benitez Roman     | 14-11-1981 | Spanien      |                                                 |
| Iker Camaño Ortuzar            | 14-03-1979 | Spanien      |                                                 |
| David Cañada                   | 11-03-1975 | Spanien      |                                                 |
| Eros Capecchi                  | 13-06-1986 | Italien      |                                                 |
| Ermanno Capelli                | 09-05-1985 | Italien      |                                                 |
| Hilton Clarke                  | 11-07-1979 | Australien   | Toyota-United                                   |
| Juan José Cobo                 | 11-02-1981 | Spanien      |                                                 |
| David De La Fuente             | 04-05-1981 | Spanien      |                                                 |
| Jesus Del Nero                 | 16-03-1982 | Spanien      |                                                 |
| Iván Domínguez                 | 28-05-1976 | USA          | Toyota-United                                   |
| Arkaitz Duran Aroca            | 18-05-1986 | Spanien      |                                                 |
| Alberto Fernández de la Puebla | 17-09-1984 | Spanien      |                                                 |
| José Angel Gomez Gomez         | 13-05-1981 | Spanien      |                                                 |
| Hector Gonzalez Baeza          | 16-03-1986 | Spanien      |                                                 |
| Benat Intxausti Elloriaga      | 20-03-1986 | Spanien      |                                                 |
| Josep Jufré                    | 05-08-1975 | Spanien      |                                                 |
| Fredrik Kessiakoff             | 17-05-1980 | Sverige      | Full-Dynamix (Mountainbike)                     |
| Ruben Lobato Elvira            | 01-09-1978 | Spanien      |                                                 |
| Javier Mejias Leal             | 30-09-1983 | Spanien      |                                                 |
| Daniele Nardello               | 02-08-1973 | Italien      | Serramenti PVC Diquigiovanni-Androni Giocattoli |
| Ricardo Serrano                | 04-08-1978 | Spanien      | Tinkoff Credit Systems                          |
| Andrea Tonti                   | 16-02-1976 | Italien      | Quick Step                                      |
| Davide Viganò                  | 12-06-1984 | Italien      | Quick Step                                      |
| William Walker                 | 31-10-1985 | Australien   | Rabobank                                        |